# Município de Green (condado de Clinton, Ohio)
Localização do Ohio nos E.U.A.
O município de Green (em inglês: Green Township) é um município localizado no condado de Clinton no estado estadounidense de Ohio. No ano de 2010 tinha uma população de 2 473 habitantes e uma densidade populacional de 22,62 pessoas por km².

## Geografia
O município de Green encontra-se localizado nas coordenadas 39° 22′ 01″ N, 83° 42′ 21″ O. Segundo a Departamento do Censo dos Estados Unidos, o município tem uma superfície total de 109.35 km², da qual 108,98 km² correspondem a terra firme e (0,34 %) 0,37 km² é água.

## Demografia
Segundo o censo de 2010, tinha 2 473 pessoas residindo no município de Green. A densidade populacional era de 22,62 hab./km².